# Seznam dílů seriálu Děda se závazky
Toto je seznam dílů seriálu Děda se závazky.

## Přehled řad
| Řada | Díly | Premiéra v USA | Premiéra v USA  | Premiéra v ČR  | Premiéra v ČR     |
| Řada | Díly | První díl      | Poslední díl    | První díl      | Poslední díl      |
| ---- | ---- | -------------- | --------------- | -------------- | ----------------- |
| 1    | 22   | 29. září 2015  | 10. května 2016 | 26. října 2018 | 2. listopadu 2018 |

## Seznam dílů
| Č. v seriálu | Původní název             | Český název               | Režie             | Scénář                                                          | Premiéra v USA     | Premiéra v ČR     |
| ------------ | ------------------------- | ------------------------- | ----------------- | --------------------------------------------------------------- | ------------------ | ----------------- |
| 1            | Pilot                     | Překvapení                | Chris Koch        | Daniel Chun                                                     | 29. září 2015      | 26. října 2018    |
| 2            | Dad Face                  | Otcovský výraz            | Chris Koch        | Daniel Chun                                                     | 6. října 2015      | 26. října 2018    |
| 3            | Guys' Night               | Chlapi sobě               | Chris Koch        | Isaac Aptaker a Elizabeth Berger                                | 13. října 2015     | 27. října 2018    |
| 4            | Deadbeat                  | Mrtvý brouk               | Christine Gernon  | Jeremy Bronson                                                  | 20. října 2015     | 27. října 2018    |
| 5            | Edie's Two Dads           | Dva tátové                | Rebecca Asher     | Dave Jeser a Matt Silverstein                                   | 3. listopadu 2015  | 27. října 2018    |
| 6            | My Amal                   | Má Amal                   | Chris Koch        | Laura Krafft                                                    | 10. listopadu 2015 | 28. října 2018    |
| 7            | Sexy Guardian Angel       | Sexy anděl strážný        | Chris Koch        | Greg Lisbe a Jared Miller                                       | 17. listopadu 2015 | 28. října 2018    |
| 8            | Gerald's Two Dads         | Souboj otců               | Christine Gernon  | Sam Laybourne                                                   | 24. listopadu 2015 | 28. října 2018    |
| 9            | Jimmy & Son               | Rodinný podnik            | Trent O'Donnell   | Laura Chinn                                                     | 1. prosince 2015   | 29. října 2018    |
| 10           | Perfect Physical Specimen | Ztělesněné zdraví         | Tristram Shapeero | Isaac Aptaker a Elizabeth Berger                                | 5. ledna 2016      | 29. října 2018    |
| 11           | The Sat Pack              | Dávná parta               | Alex Reid         | Dan Klein                                                       | 12. ledna 2016     | 29. října 2018    |
| 12           | Baby Model                | Malá modelka              | Alex Reid         | námět: Jhoni Marchinko scénář: Isaac Aptaker a Elizabeth Berger | 19. ledna 2016     | 30. října 2018    |
| 13           | Tableside Guacamole       | Guacamole u stolu         | Jim Hensz         | Greg Lisbe a Jared Miller                                       | 26. ledna 2016     | 30. října 2018    |
| 14           | Budget Spa                | Laciné lázně              | Chris Koch        | Laura Chinn                                                     | 2. února 2016      | 30. října 2018    |
| 15           | The Biter                 | Kdo kousl Edie?           | Stuart McDonald   | Sam Laybourne                                                   | 9. února 2016      | 31. října 2018    |
| 16           | Gerald Fierce             | Gerald Fierce             | Chris Koch        | Dan Klein                                                       | 16. února 2016     | 31. října 2018    |
| 17           | The Boyfriend Experience  | Falešný přítel            | Rebecca Asher     | Greg Lisbe a Jared Miller                                       | 23. února 2016     | 31. října 2018    |
| 18           | Catherine Sanders         | Souboj pohlaví            | John Fortenberry  | Jeremy Hall                                                     | 1. března 2016     | 1. listopadu 2018 |
| 19           | Some Guy I'm Seeing       | Chlápek, se kterým chodím | Michael McDonald  | Jeremy Bronson a Laura Krafft                                   | 8. března 2016     | 1. listopadu 2018 |
| 20           | Jimmy's 50th, Again       | Další Jimmyho padesátiny  | Ken Whittingham   | námět: Dan Fogelman scénář: Isaac Aptaker a Elizabeth Berger    | 26. dubna 2016     | 1. listopadu 2018 |
| 21           | The Memorial              | Rozloučení                | Rebecca Asher     | námět: Isaac Aptaker a Elizabeth Berger scénář: Dan Fogelman    | 3. května 2016     | 2. listopadu 2018 |
| 22           | The Cure                  | The Cure                  | Chris Koch        | Jeremy Bronson a Daniel Chun                                    | 10. května 2016    | 2. listopadu 2018 |